# Aleksanteri Toivola
Aleksanteri Toivola (San Pietroburgo, 4 marzo 1893 – Uusimaa, 27 agosto 1987) è stato un lottatore finlandese, specializzato nella lotta greco-romana.

## Palmarès

### Olimpiadi
- 1 medaglia:
  - 1 argento (Parigi 1924 nella lotta greco-romana, pesi piuma)